# Walther Blohm
Friedrich Walther Blohm (* 25. Juli 1887 in Hamburg; † 12. Juni 1963 in Lübeck-Travemünde) war ein deutscher Diplom-Ingenieur und Unternehmer, Leiter der Schiffswerft Blohm & Voss sowie Gründer und Leiter der Hamburger Flugzeugbau GmbH.

## Leben

### Kindheit und Ausbildung
Walther Blohm war das zweite Kind des Maschinenbauingenieurs Hermann Blohm und seiner Frau Emmi Alwine, geborene Westphal. Sein Bruder Rudolf, mit dem er später gemeinsam die väterliche Werft führen würde, war zwei Jahre älter. Nach seiner Einschulung 1894 entwickelte er sich zu einem sehr guten Schüler, der »vorzügliche« Zeugnisse heimbrachte. Er litt jedoch unter der Belastung, die der zusätzliche Privatunterricht in Fremdsprachen sowie auf musischen Gebieten mit sich brachte, der in großbürgerlichen Familien für notwendig erachtet wurde. 1906 bestand er das Abitur und begann nach Absolvierung des Militärdienstes ein Studium des Maschinenbaus in München. In den Semesterferien absolvierte er zusätzlich ein kaufmännisches Praktikum. Die Vordiplomprüfung bestand er mit Auszeichnung und wechselte für das Hauptstudium an die Technische Universität in Berlin. Im Frühjahr 1914 beendete er sein Studium erfolgreich mit der Prüfungsnote „gut“ als Diplom-Ingenieur. Mit Ausbruch des Ersten Weltkrieges wurde er eingezogen und nach vier Jahren noch kurz vor Kriegsende für den Einsatz im U-Bootbauprogramm freigestellt. Am 20. September 1918 heiratete er in Hamburg Annemarie Brandis, die er bereits in seinen Berliner Studientagen kennengelernt hatte.

### Die „goldenen“ Zwanziger Jahre von Blohm & Voss
Nach Kriegsende übergab Hermann Blohm die Firma an seine Söhne. Während Rudolf von nun an die Firma nach außen repräsentierte, wurde Walther Blohm mit seiner technischen Ausbildung verantwortlich für den »inneren Betrieb«, für die umfangreiche und verschiedenartige Fabrikation, für die technischen und kaufmännischen Abteilungen. Bedingt durch die Restriktionen, die der Versailler Vertrag für die deutsche Rüstung bedeutete, war es in den ersten Nachkriegsjahren notwendig, das Unternehmen mit dem Bau von Lokomotiven am Leben zu erhalten. Im März 1921 stimmte der Reichstag einer staatlichen Entschädigung der von Krieg und Reparationen betroffenen Reedereien in Höhe von 12 Milliarden Mark zu, mit der Bedingung, dass alle Neubauten bei deutschen Werften in Auftrag zu geben wären. Von dem dadurch ausgelösten Bauboom profitierte auch Blohm & Voss, damals die größte Werft im Land. Neben anderen entstanden in der Folge für die HAPAG deren neues Flaggschiff „Albert Ballin“ und die baugleiche „Deutschland“. 1923 zog die Familie Blohm in ein vom Hamburger Architekten Erich Elingius für sie gebautes Haus im Stadtteil Alsterdorf. Die ab 1924 einsetzende Serie von Konkursen und Fusionen im Schiffbau, die dem Nachkriegsboom folgte, berührte Blohm & Voss nicht. 1928 lief die im Auftrag des Norddeutschen Lloyd gebaute Europa vom Stapel, die ein halbes Jahr später, zu drei Vierteln fertiggestellt, ausbrannte. Obwohl zur gleichen Zeit für die HAPAG das Kreuzfahrtschiff Milwaukee entstand, gelang es der Werft, die Europa im März 1930 dem Eigner zu übergeben. Ungeachtet der inzwischen eingetretenen Weltwirtschaftskrise machte das Unternehmen noch 1931 Überstunden. Erst ein Jahr später, 1932, erfasste die Krise auch Blohm & Voss, die 80 % ihrer Belegschaft (gegenüber 1929) entlassen mussten. 1931 erwarb Walther Blohm ein Landgut in Holstein.

### Nationalsozialismus und Krieg
Walther Blohm, der Adolf Hitler Ende der zwanziger Jahre einmal persönlich begegnet war, hatte keinen guten Eindruck von dessen Fähigkeiten als Politiker. Er hielt Distanz zu den Nationalsozialisten, auch der propagandistischen Gründung der Harzburger Front blieb er fern, im Unterschied zu seinem Bruder, der für die DNVP daran teilnahm. Er stimmte aber der Politik Alfred Hugenbergs zu, Hitler durch ein bürgerlich-konservatives Gegengewicht zu mäßigen zu versuchen.
Nachdem er schon seit Ende 1932 die Werft teilweise mit dem Bau von Flugzeugteilen beschäftigt hatte, gründete Walther Blohm im Juni 1933 die Hamburger Flugzeugbau GmbH (HFB). Dieses Unternehmen hatte zum Ziel, ein großes, überseetaugliches Passagierflugzeug zu entwickeln und zu bauen. Mit der BV 222 gelang dies zwar sieben Jahre später, doch wurden die 13 davon gebauten Maschinen für militärische Zwecke eingesetzt. Im September 1935 wurde südlich von Hamburg, in Wenzendorf, ein neues Flugzeugwerk eingeweiht. Die HFB expandierte schnell und produzierte, wie bald auch die Werft, vornehmlich für die Rüstung. Auch die Schäden, die im Lauf der Operation Gomorrha den Anlagen zugefügt wurden, konnten die Produktion nicht nachhaltig beeinträchtigen. Walther Blohm geriet jedoch mehr und mehr in Konflikt mit den Machthabern, deren zunehmenden Einflussnahmen auf die Unternehmensführung er sich widersetzte. Diese Auseinandersetzungen kulminierten im August 1944, als der Stabschef im „Rüstungsstab Speer“ Karl-Otto Saur die Brüder Blohm de facto entmachtete und einem ihrer eigenen Direktoren unterstellte. Besonders belastend war für Walther Blohm, dass er zur selben Zeit auch privat unter großen Sorgen litt. Einer seiner drei Söhne war wenig zuvor bereits gefallen, ein weiterer befand sich in Kriegsgefangenschaft.
Im Oktober 1944 wurde auf dem Gelände der Werft eine Außenstelle des KZ Neuengamme mit 500 Häftlingen eingerichtet. Nach Aussagen, die Walther Blohm nach dem Krieg schriftlich niedergelegt hat, geschah dies gegen seinen erklärten Willen. Es sei ursprünglich eine Belegung mit 1000 Häftlingen vorgesehen gewesen, die Reduzierung sei auf seinen Widerstand hin erfolgt. Auch sei von der Werft für die medizinische Versorgung der Häftlinge gesorgt worden. Im Zusammenhang mit seinem Konflikt mit den Machthabern steht wohl auch eine – allerdings milde – Verurteilung durch ein Feldkriegsgericht Ende Dezember 1944: Die beinahe vollständige Zerstörung des Werks Wenzendorf durch Bomber wurde ihm angelastet.

### Besatzungszeit
Schon kurz nach Kriegsende konnte Blohm & Voss eine provisorische Tätigkeit wieder aufnehmen, jedoch nur für kurze Zeit. Am 22. Dezember 1945 musste sie auf Verfügung der britischen Verwaltung geschlossen werden, die die Werft zu einem „überflüssigen“ Betrieb erklärte. In den folgenden Jahren, bis zum 31. Oktober 1950, wurden die Anlagen vollständig demontiert. Walther Blohm stand diesen Entwicklungen hilflos und zunehmend verbittert gegenüber. Das Wohnhaus der Familie wurde gleich im Mai 1945 beschlagnahmt, er erhielt es erst sechs Jahre später zurück.

### Bundesrepublik

#### Wiederaufbau der Werft und Machtverlust
Als ab April 1951 bundesdeutschen Werften der Bau von Handelsschiffen wieder erlaubt und staatlich gefördert wurde, ging der folgende Aufschwung an dem Unternehmen vorbei. Die Familie sah sich außer Stande, einen Wiederaufbau zu finanzieren, so wurde – erstmals in der Unternehmensgeschichte – Fremdkapital gesucht. In der mit dieser Hilfe gegründeten Steinwerder Industrie AG (STIAG) wurden ab Sommer 1953 wieder Schiffe repariert. Walter Blohm, inzwischen in seinem 66. Lebensjahr, hatte im Januar zuvor einen (nicht näher diagnostizierten) körperlichen Zusammenbruch erlitten, vier Monate benötigte er für seine Erholung.
Nach den ersten Schiffsbauten ab 1954 stellte sich rasch heraus, dass die Werft, die nun offiziell wieder Blohm & Voss hieß, ohne weitere Finanzmittel nicht bestehen können würde. Ein Partner wurde in der Phoenix Rheinrohr AG gefunden. Und obwohl die Bedingungen des Zusammenschlusses für Blohm & Voss günstig waren, verschlechterte sich die Zusammenarbeit zwischen den Partnern zunehmend. Das unternehmerische Selbstverständnis der Brüder Blohm und das der Stahlmanager passten nicht zueinander. Es kam zu Komplikationen und Auseinandersetzungen, und schließlich wurde klar, dass die Machtfrage zugunsten der Phoenix Rheinrohr entschieden werden würde. Walther Blohm versuchte in dieser Situation noch, seine Nachfolge zu regeln, doch unterlag er auch hier. Mit dem Ausscheiden der beiden Brüder würde die Familie ihren Einfluss auf die Besetzung des Vorstands verlieren. Walther Blohm trat 1958 von seinen Funktionen zurück. Er gehe, sagte er, bevor man ihn hinauswerfe.

#### Erfolg im Flugzeugbau
Nachdem ab 1955 in der Bundesrepublik Deutschland wieder Flugzeuge gebaut werden durften, setzte Walther Blohm auch hier sein Engagement wieder fort. Gemeinsam mit zwei Partnerunternehmen gründete er die „Flugzeugbau Nord GmbH“ und erhielt im Juli 1956 den Auftrag für 40 % der in Lizenz produzierten Noratlas Maschinen. Zwei Jahre darauf begann er erneut an seinem alten Traum zu arbeiten, dem Bau eines großen zivilen Verkehrsflugzeugs. Ein erster Ansatz hierzu war ein HFB 314 genannter Düsenjet für 78 Passagiere, der jedoch von der damaligen Bundesregierung nicht die notwendige finanzielle Unterstützung erhielt und deshalb scheiterte. Weiter kam er mit dem Nachfolgemodell, der HFB 320, deren Finanzierung sowohl durch Hamburg, als auch die Bundesregierung Unterstützung fand. 1963 wurde ein Modell des „Hansa-Jet“ genannten Flugzeugs ausgestellt und fand großen Anklang – und einen ersten Vorvertrag über zwei Flugzeuge.

### Die letzten Jahre
Ab 1960 eskalierte in der Blohm & Voss AG ein Streit um Walther Blohms ältesten Sohn Georg, den er noch in seinen aktiven Zeiten im Vorstand des Unternehmens als seinen Nachfolger aufbauen wollte. Die Auseinandersetzung zwischen ihm und dem Vorsitzenden des Aufsichtsrats Ernst Wolf Mommsen wurde mit zunehmender Schärfe und von Walther Blohm mit großem emotionalen Einsatz geführt. Sie endete zwei Tage nach seinem 75. Geburtstag mit dem Rauswurf Georgs aus dem Vorstand. Zwar wurden die Vorwürfe gegen seinen Sohn, die Auslöser des Konflikts gewesen waren, im Juni 1963 als unhaltbar zurückgenommen, aber Walther Blohm hatte sich in dem Kampf auch von Freunden und Familie alleingelassen gesehen.
Am 11. Juni 1963 erlitt Walther Blohm im Anschluss an die Geburtstagsfeier seiner Frau einen Schlaganfall. Er starb am Tag darauf. Die Beisetzung erfolgte auf dem Friedhof Ohlsdorf in Hamburg.

## Der Unternehmer
Bei der Beisetzung seines Leichnams wurde Walther Blohm als einer der letzten großen Patriarchen der Wirtschaft gewürdigt. Er selbst sagte einmal: „Arbeiten muss sehr angenehm sein ohne Umständlichkeiten“, und „Das Tempo wird von oben vorgegeben.“ Nach diesen Grundsätzen führte er seine Unternehmen, persönliches Vertrauen hatte für ihn Vorrang vor Entscheidungshierarchien und anderen „Umständlichkeiten“. Zu diesem absolutistischen Selbstverständnis als Unternehmer war er erzogen worden. Er war für jedes Mitglied der Belegschaft ohne Voranmeldung ansprechbar. Darüber hinaus erwarb er auch durch sein großes technisches Wissen, seine täglichen Betriebsrundgänge und die dadurch erworbenen umfassenden Detailkenntnisse den Respekt seiner Mitarbeiter. Das Familienunternehmen Blohm & Voss betrieb auch keine Auftragsakquise. Kunden kamen zu ihnen.
Die Grenzen eines solchen patrizischen Verständnisses der eigenen Rolle zeigten sich schon in den Kriegsjahren in den zunehmenden Reibereien mit den NS-Machthabern, von denen er sich schlicht nicht in seine Firma reinreden lassen wollte. In der Nachkriegszeit fühlten sich beide Brüder Blohm hilflos, denn sich mit Lobbyarbeit zwischen den Interessen der Besatzungsmacht und denen der lokalen Behörden zu behaupten und Entscheidungen im eigenen Sinne zu beeinflussen, das hatten sie nicht gelernt. Auch den Zusammenschluss der Werft mit der Phoenix Rheinrohr erlebte er als eine persönliche Niederlage: „Wir sind gezwungen gewesen, eine Aktiengesellschaft zu werden, und müssen die Folgen tragen.“ Nur mit Bitterkeit nahm er hin, dass er nun ein „angestellter Direktor“ war.

## Auszeichnungen
Im Februar 1960 wurde Walther Blohm zum Ehrensenator der TU Berlin ernannt.